# 陳家儒
陳家儒（1926年2月1日—），廣東文昌东郊镇溪边村人，中華民國空軍將領。

## 生平
1943年，考入成都空军幼年学校，1946年毕业，转入空军学校学习飞行。1949年毕业后，任空军飞行员，不久驾机赴台湾。在台湾，毕业于空军指挥参谋大学和三军大学。历任中华民国空军少尉、中尉、上尉飞行员，战术管制联队参谋，少校分队长、作战长、中校指导员、中校副中队长、副大队长、大队长。1974年，任空车总司令部考核组组长。1978年，任中华民国驻美国空军武官。1980年，任空军第七联队少将联队长。后调任空军军官学校教育长。1983年，任空军总司令部组织计划署署长、空军总司令部副参谋长。1984年，任空军训练司令部中将司令。1985年3月28日，任中华民国国防部常务次长。1986年，任中华民国交通部民用航空局局长。1991年退休。1992年時與歐陽漪棻以民間人士的身分赴俄羅斯試飛Su-27。